# Huaycán Cultural

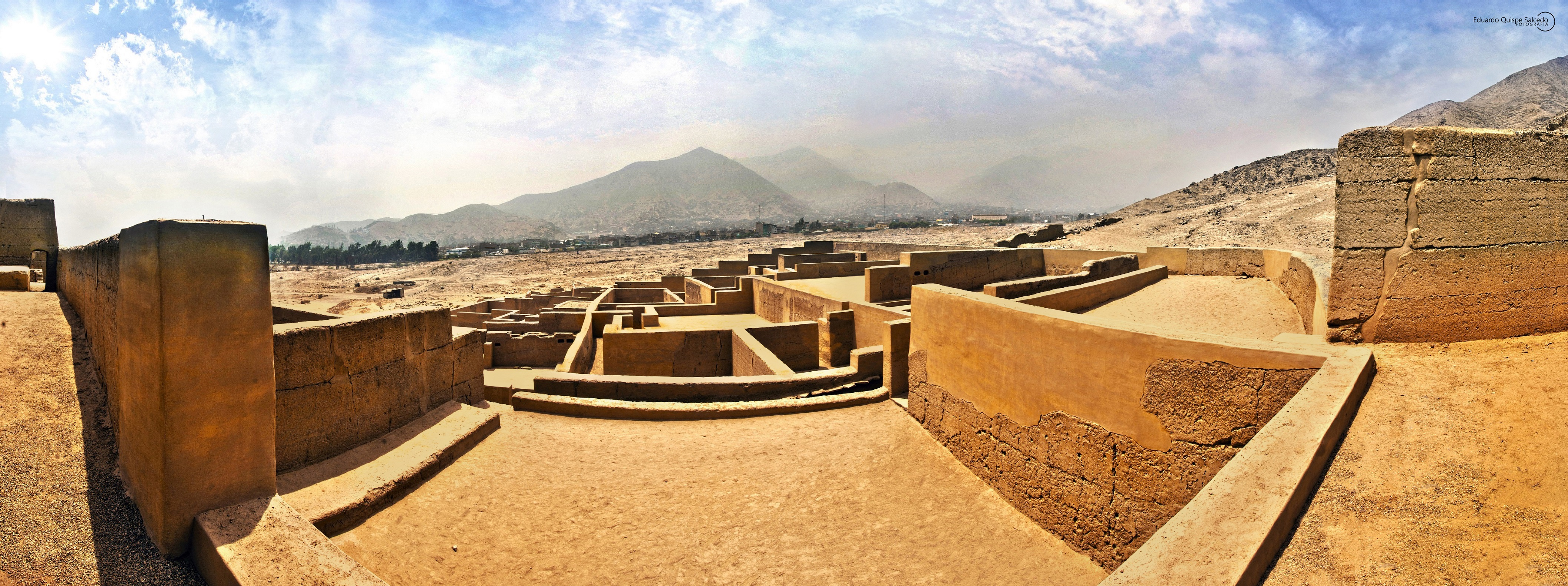
Zona arqueológica Huaycán de Pariachi

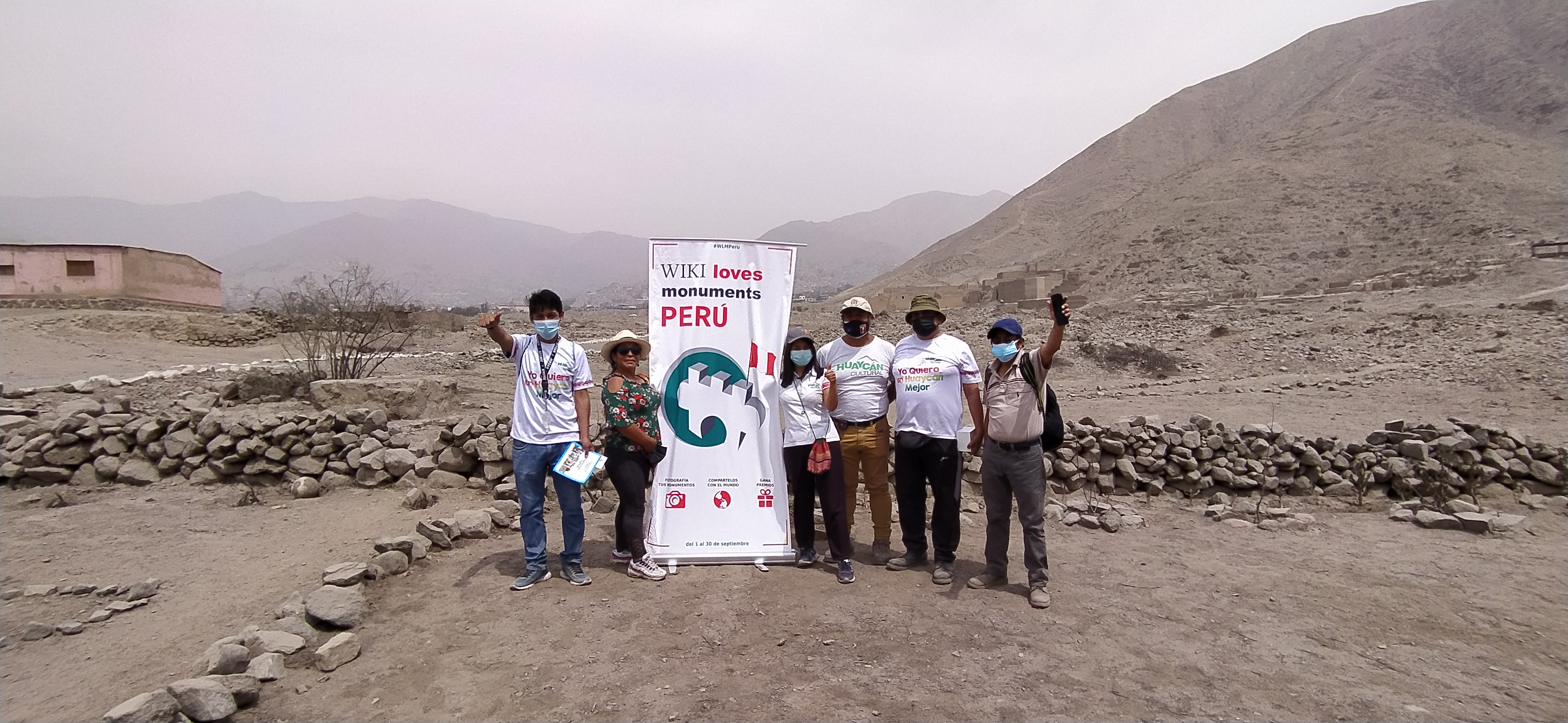
Huaycán Cultural

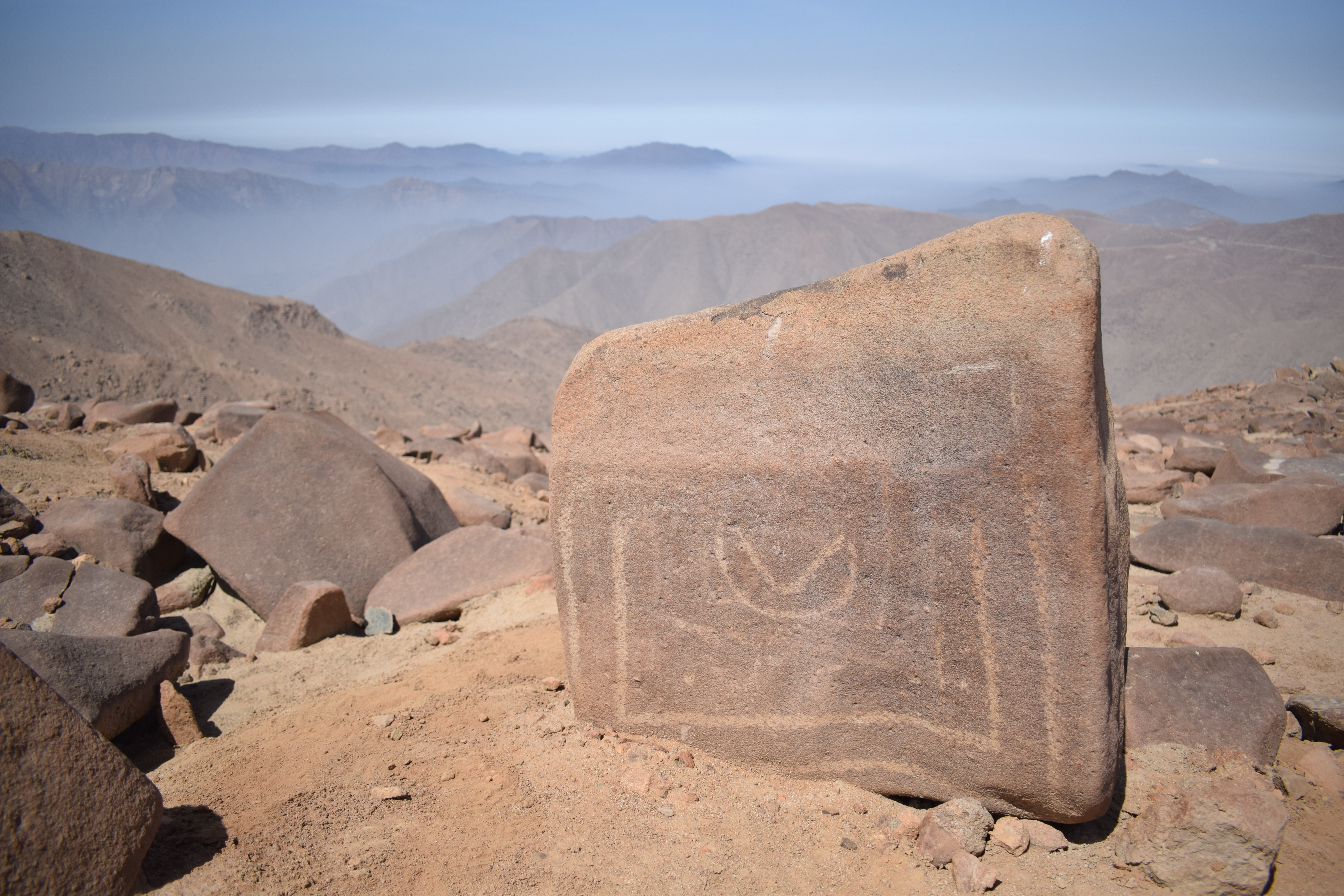
Petroglifos de Huaycán

Huaycán Cultural es una organización de cultura viva comunitaria sin ánimo de lucro, integrada por voluntarios mayormente residentes en Huaycán y comunidades vecinas del distrito de Ate, fue fundada en 2016. Es reconocida por el Ministerio de Cultura del Perú (Mincul) como Punto de Cultura con el registro N° 145 y realiza actividades sobre los derechos culturales y artísticos a nivel comunitario. Ha sido premiada por la Municipalidad Metropolitana de Lima por diseñar y realizar actividades culturales, recreativas y educativas en la comunidad de Huaycán, con exclusiva incidencia en la Zona Arqueológica Monumental Huaycán de Pariachi (ZAMHP), identificada como principal fuente de identidad cultural, que es Patrimonio Cultural de la Nación desde el 10 de octubre del año 2000.
Huaycán Cultural realiza el evento Un domingo en la Huaca, acompañado por sus orientadores turísticos voluntarios, con contenido temático y talleres para el público de Huaycán, Lima Este y visitantes del resto de la ciudad. Entre el 2017 y el 2020, se realizó el evento en el primer domingo de cada mes; hasta que inicio la Pandemia de COVID-19 en Perú, finalizando las operaciones en la zona arqueológica Huaycán de Pariachi. En la postpandemia sus actividades son menos frecuentes.
Huaycán Cultural ganó un telescopio en 2020, en el concurso mundial de astronomía, organizado por la Unión Astronómica Internacional.

## Galería

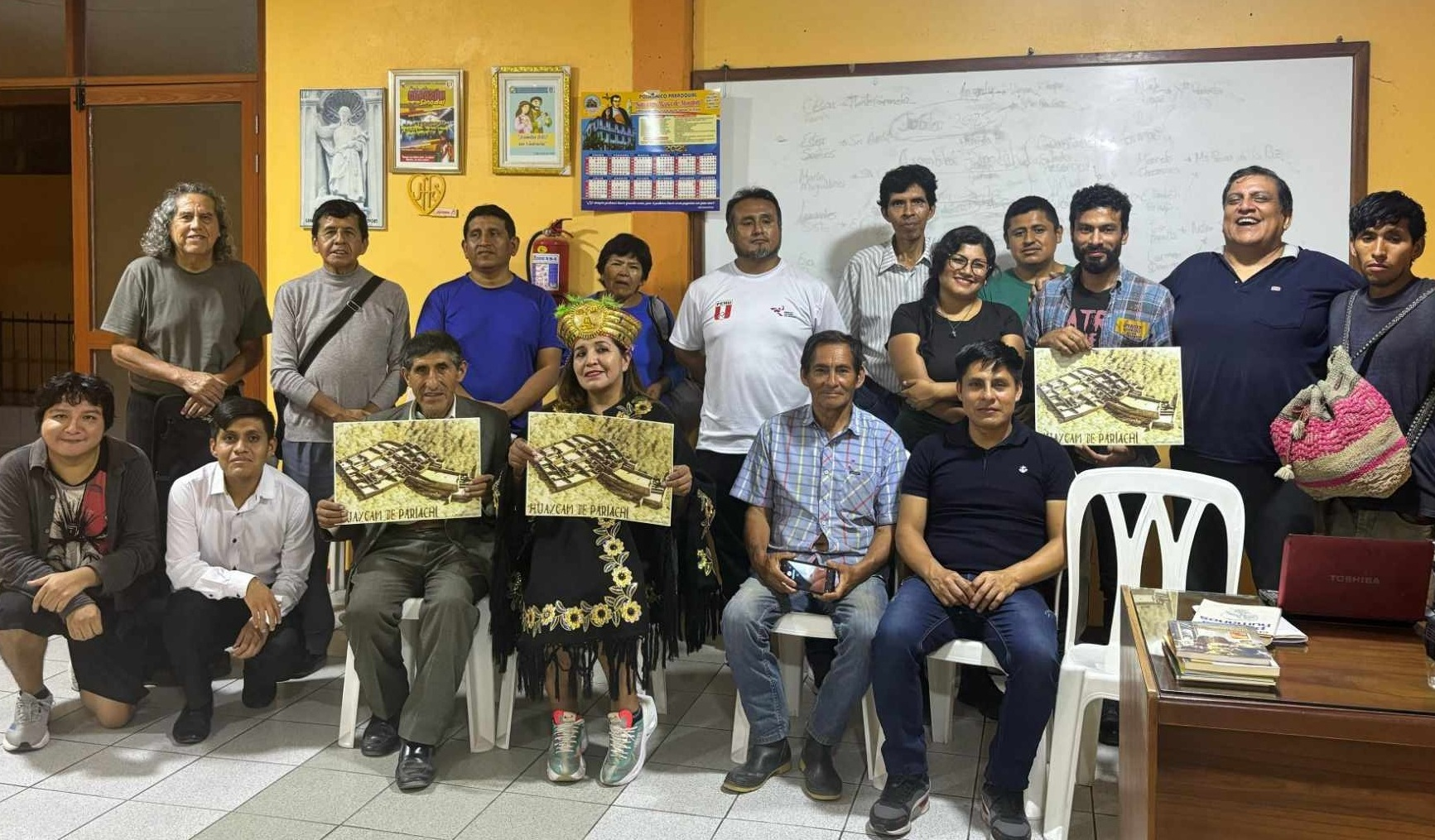
133 años de César Vallejo con Miércoles Culturales de Lima Norte
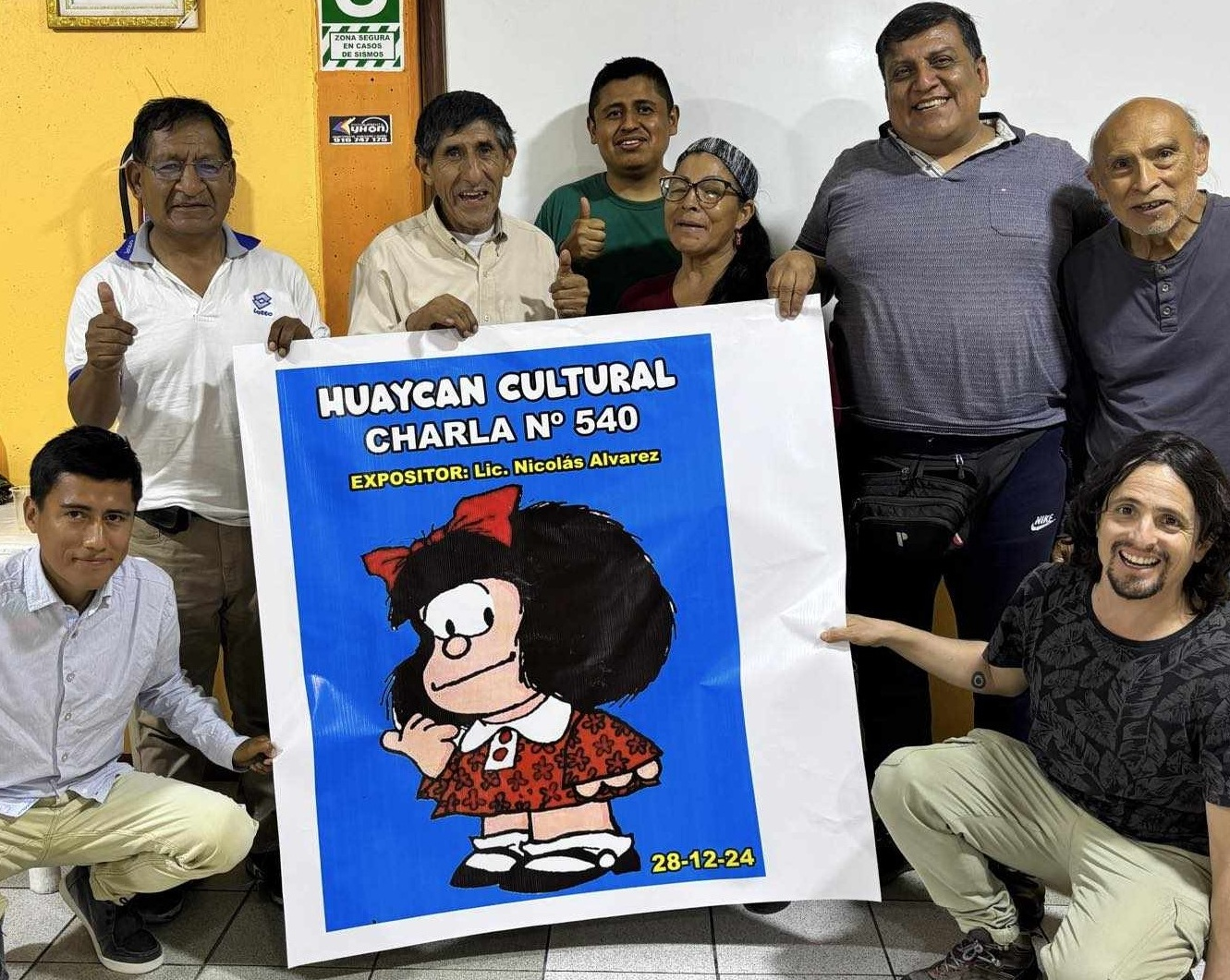
60 años de Mafalda